# Laurens (Iowa)
Laurens è una città degli Stati Uniti d'America, nella Contea di Pocahontas dello Stato dell'Iowa.